# 濮阳站
濮阳站是瓦日铁路与汤台铁路共线段的一个车站，位于中华人民共和国河南省濮阳市华龙区开州路与站前路交叉口。该站于1987年由原汤濮窄轨铁路濮阳站异地重建而来，1999年在原址改扩建，2001年完工。该站曾隶属于河南省地方铁路局濮阳分局（汤台铁路公司），2014年起因瓦日铁路建成，隶属于晋豫鲁铁路股份有限公司，管理经营权属于郑州局集团，由安阳综合段管辖。
濮阳站长期只办理货运业务，瓦日铁路开通后也没有立即开通客运列车，直至2016年3月18日郑州与濮阳间加开K7965/7968、K7966/7967次列车。后客运列车停运，本站仅办理货运业务。